# خوان کامیلو زونیگا
خوان کامیلو زونیگا موسکرا (اسپانیایی: Juan Camilo Zúñiga Mosquera‎؛ زادهٔ ۱۴ دسامبر ۱۹۸۵) بازیکن فوتبال پیشین اهل کلمبیا است.

## تیم ملی
زونیگا همچنین در تیم ملی فوتبال کلمبیا بازی کرده‌است.
وی پس از مسابقه فوتبال بین برزیل و کلمبیا در چهارچوب جام جهانی ۲۰۱۴ برزیل به دلیل خطای غیرعمد بر روی نیمار تهدید به مرگ شد.

## افتخارات

### باشگاهی
اتلتیکو ناسیونال
- لیگ سری آ کلمبیا: ۲۰۰۵، ۲۰۰۷، ۲۰۰۷

ناپولی
- جام حذفی فوتبال ایتالیا: ۱۲–۲۰۱۱، ۱۴–۲۰۱۳